# Marcelo Nicolás Lodeiro Benítez
Marcelo Nicolás Lodeiro Benítez, conegut com a Nicolás Lodeiro, (Paysandú, 21 de març de 1989) és un futbolista uruguaià que va debutar amb la seva selecció nacional sub 20 el 2008. Juga de centrecampista i el seu club actual és l'AFC Ajax d'Amsterdam.
El 31 de maig de 2014 va entrar a la llista definitiva de seleccionats per disputar la Copa del Món de Futbol de 2014 al Brasil.